# Lânskip
It lânskip (wat in het Fries zowel als het "landschap" als "landschip" gelezen kan worden) is een woonhuis in aanbouw nabij Station Hindeloopen in Workum, Friesland. Het gebouw is gebouwd als een omgekeerde stelpboerderij, waarbij de nok op de grond ligt. Het gebouw hangt om een stalen geraamte dat rust op een fundering van 28 palen die elf meter de grond in gaan. Het gebouw is ontworpen in opdracht van de theaterregisseur Pieter Stellingwerf.